# Trichoscarta delineata
Trichoscarta delineata är en insektsart som först beskrevs av Walker 1857.  Trichoscarta delineata ingår i släktet Trichoscarta och familjen spottstritar. Inga underarter finns listade i Catalogue of Life.